# Municipio de Bloomer (Minnesota)
El municipio de Bloomer (en inglés: Bloomer Township) es un municipio ubicado en el condado de Marshall en el estado estadounidense de Minnesota. En el año 2010 tenía una población de 89 habitantes y una densidad poblacional de 0,94 personas por km².

## Geografía
El municipio de Bloomer se encuentra ubicado en las coordenadas 48°19′34″N 96°57′25″O / 48.32611, -96.95694. Según la Oficina del Censo de los Estados Unidos, el municipio tiene una superficie total de 94.45 km², de la cual 94,45 km² corresponden a tierra firme y (0 %) 0 km² es agua.

## Demografía
Según el censo de 2010, había 89 personas residiendo en el municipio de Bloomer. La densidad de población era de 0,94 hab./km². De los 89 habitantes, el municipio de Bloomer estaba compuesto por el 100 % blancos. Del total de la población el 3,37 % eran hispanos o latinos de cualquier raza.